# Fusillés de la prison de Caen
Les fusillés de la prison de Caen sont des résistants fusillés le 6 juin 1944 sur ordre de la Gestapo dans la maison d'arrêt de Caen.
Enterrés dans un premier temps à l'intérieur de la prison, les corps sont ensuite déplacés en camion en un autre lieu le 30 juin et les archives de la prison détruites. Les corps des suppliciés n'ont jamais été retrouvés.
Chaque 6 juin un hommage est rendu aux fusillés de la prison de Caen par des personnalités, dont des présidents de la République française : Vincent Auriol en 1947, René Coty en 1954, François Hollande en 2014 et Emmanuel Macron en 2019 puis en 2024.

## Historique

### Exécutions du 6 juin 1944
Dans la maison d'arrêt de Caen sont notamment emprisonnés des résistants et des otages arrêtés par la Gestapo, dirigée par Harald Heyns (de), ou par des collaborateurs français sous les ordres de Raoul Hervé.
À la suite du débarquement de Normandie dans la nuit du 5 au 6 juin 1944 et alors que la gare de Caen est bombardée, l'évacuation de la ville est décidée le 6 juin. Vers huit heures, la Gestapo se présente aux portes de la maison d'arrêt et présente une liste d'une cinquantaine de noms au surveillant-chef Joseph Hoffman. Les prisonniers sont rassemblés par groupe de quatre à sept dans la courette de la promenade, où ils sont fusillés jusqu'à 10h30 essentiellement (les derniers entre 15h et 16h30),,.
Les victimes sont exécutées et enterrées dans les courettes intérieures de la prison. Puis les corps sont ensuite déplacés en camion en un autre lieu le 30 juin, avant la libération imminente de Caen. En effet, en application des dispositions « Nuit et brouillard », les corps sont de nouveau enterrés dans un lieu inconnu et les archives de la prison détruites. Les corps des suppliciés n'ont jamais été retrouvés,.

### Enquête, jugements et condamnations
Le commissariat de Caen ouvre dès le 17 juillet 1944 une première enquête. Le juge d'instruction Berlemont se rend le 22 août 1944 sur les lieux qu'il décrit avec minutie. Il recueille le témoignage des gardiens français et établit rapidement la responsabilité de Raoul Hervé et de ses complices dans l'arrestation des fusillés. 
Le 11 janvier 1946 s'ouvre à Caen « le procès des gestapaches » où comparaissent cinq membres de la bande à Hervé. Trois d'entre eux, Daniel Collard, Serge Fortier et Bernard Desloges, sont condamnés à mort le 13 mars 1946 par la cour de justice et fusillés le 9 mai suivant à l'aube. Les deux autres, Jacques Brottot et André Martin, sont condamnés à vingt ans de travaux forcés. Ayant échappé aux recherches, leur chef, Raoul Hervé, jugé par contumace, est condamné à mort. Retrouvé, il est arrêté le 25 octobre 1950 à Clichy-sous-Bois où il vivait sous une fausse identité. Prétextant une mauvaise santé, il réussit à reporter son procès de six années. Jugé, il feint la sénilité et l'amnésie pour échapper à la peine de mort. Il est condamné en 1956 à la réclusion perpétuelle par le tribunal des forces armées siégeant au palais de Justice de Rennes. Mais il obtient une mesure de grâce en 1958 et s'installe en Corse en 1960, en se faisant passer pour un écrivain de renom. Il meurt libre en 1963.
Harald Heyns s'est évadé à l'occasion d'une suspension de séance alors qu'il comparaissait devant le tribunal militaire britannique en août 1948. Il est condamné à mort par contumace le 18 septembre 1948 mais n'est jamais retrouvé. Il est à nouveau condamné par contumace par un tribunal militaire à Paris le 10 juillet 1952. Il décède à Berlin à l'été 2004 sous l'identité de « Dr. Herbert Monath-Hartz ».
Le capitaine Karl Ludwig et le surveillant-chef de la prison Josef Hoffman sont aussi jugés en même temps qu'Heyns ; ils sont condamnés aux travaux forcés, respectivement à 15 ans et à perpétuité.
En décembre 1980, un ancien membre de la Gestapo de Caen, Hermann Seif, est arrêté à Bonn dans le cadre de la traque des criminels de guerre.

## Les victimes
Une plaque apposée sur le mur d’entrée de la maison d'arrêt de Caen porte l’inscription : 

« À la mémoire des prisonniers fusillés par les Allemands le 6 juin 1944. L’oppresseur en les tuant a cru les faire mourir, il les a immortalisés. »

La liste exhaustive des victimes est difficile à établir, la Gestapo ayant détruit les registres d'écrou pour dissimuler ce crime de guerre.
- Haut – A
- B
- C
- D
- E
- F
- G
- H
- I
- J
- K
- L
- M
- N
- O
- P
- Q
- R
- S
- T
- U
- V
- W
- X
- Y
- Z

## A
- Albert Anne, charron ; résistant, membre du réseau Alliance[notice 1]
- Maurice Arrot, cheminot ; résistant du Front national de lutte dans le Calvados[notice 2]
- André Aubin, négociant en cidre ; résistant Armée des Volontaires et OCM[notice 3]
- Roger Auvray, exploitant agricole ; résistant, membre de l’Organisation civile et militaire (OCM)[notice 4]

## B
- Albert Baot, chaudronnier ; collaborateur exécuté par les Allemands[notice 5]
- Maurice Billy, ouvrier ; résistant[notice 6].
- René Bizé, domestique de ferme ; résistant, membre de l’Organisation civile et militaire (OCM)[notice 7]
- Robert Boulard, facteur ; résistant, membre du réseau Alliance[notice 8]
- Victor Bousso, curé d'Ouilly-le-Tesson, membre du réseau du docteur Derrien[notice 9]
- Achille Boutrois, cheminot, résistant, membre du Front national de Libération[notice 10]
- Michel Boutrois, cheminot, résistant, membre du Front national de Libération[notice 11]

## C
- Jean Caby, radio-électricien ; résistant du réseau SR Alliance[notice 12]
- Henry Carel, résistant, Organisation de résistance de l'Armée[17]
- François Caulet, gendarme ; résistant OCM[notice 13]
- Paul Chaléat, employé municipal ; résistant de l'Organisation civile et militaire (OCM) du groupe Derrien[18],[notice 14].
- Émilien Cosnard[notice 15]

## D
- Paul Derrien, médecin ; résistant[19], sa compagne Raymonde Vayssier est aussi exécutée[2].
- Robert Douin, sergent de la Première Guerre mondiale[20], sculpteur, restaurateur de monuments historiques, directeur de l'école des Beaux-Arts de Caen ; résistant, chef du secteur de Caen du réseau Alliance[21]
- Serge Dumont, ouvrier fromager ; résistant FTP du maquis Guillaume le Conquérant[notice 16]
- Maurice Dutacq, cheminot de l’exploitation ; résistant du réseau Arc-en-Ciel (Turma Vengeance)[notice 17]
- Auguste Duval, boucher ; résistant du réseau SR Alliance[notice 18]

## G
- Jean Girault, directeur de publicité et courtier d’assurances ; résistant OCM/ORA groupe du Dr Derrien[notice 19]

## H
- Maurice Hardy, apprenti boulanger ; réfractaire STO ; résistant FTP maquis Guillaume le Conquérant[notice 20]
- Jean Hébert, sans profession ; résistant FTP homologué DIR[notice 21]

## J
- James Gabriel, réfractaire au STO ; résistant OCM réseau du Dr Derrien[notice 22]

## L
- Alexis Lair, journalier agricole ; résistant OCM[notice 23].
- Henri Lair, agriculteur et marchand de beurre à Montchamp, résistants membres de l’OCM[notice 24],[notice 25].
- Camille Lamoureux, ouvrier agricole ; résistant de l’OCM[notice 26]
- Joseph Langeard, cultivateur ; résistant du réseau SR Alliance[notice 27]
- Jean Lebaron, agent d’assurances ; résistant au sein du réseau Alliance[notice 28]
- Jules Leboeuf, commissionnaire en bestiaux, victime civile[notice 29]
- Louis Lechevalier, cultivateur ; résistant du mouvement Libération-Nord, de l’OCM et de l’ORA[notice 30].
- Louis Leconte, employé de banque ; résistant du réseau de renseignements Arc-en-Ciel, Turma Vengeance[notice 31]
- Olivier Le Foll, patron boulanger ; victime civile[notice 32]
- Yves Le Goff, édacteur en préfecture ; résistant du réseau de renseignements Arc-en-Ciel[notice 33]
- Alexis Lelièvre, agent d’assurances ; résistant Libération-Nord et réseau Cohors-Asturies[notice 34]
- Anatole Lelièvre, agent SNCF ; résistant du réseau Arc-en-Ciel et du réseau Hector[notice 35]
- Camille Lepetit, ouvrier boulanger ; résistant de l’OCM[notice 36]
- René Loslier, électricien à la Société d’électricité de Caen ; résistant[notice 37].

## M
- Georges Madoret, cheminot ; résistant du Front National pour l’indépendance de la France (FN)[notice 38]
- Ernest Margerie, électricien ; résistant du réseau SR Alliance[notice 39]
- Colbert Marie, garçon boucher ; victime civile[notice 40]
- Marcel Marié, cultivateur ; résistant du réseau SR Alliance[notice 41]
- Georges Martin, officier de gendarmerie ; résistant de l’AS, réseau Action et FFI[notice 42]
- Pierre Ménochet, gendarme ; résistant réseau Centurie, OCM[notice 43]
- Jean Monsion, artisan maçon ; résistant OCM[notice 44]
- Henri Morel, agriculteur ; maire de Montchamp ; otage victime civile[notice 45].

## N
- Georges Noël, ouvrier agricole ; victime civile[notice 46]

## P
- Raymond Pauly, cafetier ; résistant du réseau Arc-en-Ciel, Turma Vengeance[notice 47]
- Bernard Picquenot, cheminot, résistant, membre du Front National[notice 48]
- Joseph Picquenot, cheminot, résistant du FN et de la Résistance intérieure française (RIF)[notice 49]
- Roland Postel, employé de préfecture ; résistant réseau de renseignements Arc-en-Ciel Turma Vengeance[notice 50]
- Maurice Primault, employé de commerce ; résistant du réseau SR Alliance[notice 51]

## R
- Désiré Renouf, cheminot ; membre du Front national et de la CGT clandestine ; résistant FFC[notice 52]
- Louis Renouf, cheminot ; résistant membre du Front national pour l’indépendance de la France[notice 53]
- André Robert, cultivateur, membre du réseau Alliance[notice 54]
- Roger Roussel, ouvrier coiffeur[notice 55]

## S
- Guy De Saint-Pol, agriculteur ; résistant du réseau SR Alliance[notice 56]
- Charles Sevestre, ouvrier ; résistant[notice 57].

## T
- Georges Thomine, patron-pêcheur ; résistant du réseau SR Alliance[notice 58]
- Antoine de Touchet, militaire de carrière ; commandant en second de l’Organisation de la Résistance armée du Calvados[notice 59]
- Pierre Trévin, apprenti cuisinier ; résistant FTP au maquis Guillaume le Conquérant[notice 60]

## V
- Raymonde Vayssier, assistante médicale ; résistante, son compagnon le docteur Paul Derrien est aussi exécuté[2],[notice 61].
- Roger Veillat, marchand d’articles de bureau ; résistant réseau de renseignement Arc-en-Ciel, sous-réseau de Turma-Vengeance[notice 62]
- Paul Vigouroux, résistant, Organisation de résistance de l'Armée[17],[notice 63]
- Robert Vigouroux, résistant, Organisation de résistance de l'Armée[17],[notice 64]
- Marcel Vincent, artisan peintre ; résistant OCM à Montchamp[notice 65]
- Paul Vivier[notice 66]

## Les survivants
Quelques prisonniers ont miraculeusement survécu au massacre : Marcel Barjaud (à cause d'une erreur d'orthographe), André Lebrun et Jacques Collard (grâce à son jeune âge à l'époque : 15 ans).

## Hommages
Une plaque commémorative est placée à l'entrée de la prison par le syndicat des agents des services pénitentiaires des prisons de Caen et inaugurée le 6 juin 1945. Le souvenir des fusillés est ensuite entretenu par l'amicale des anciens internés civils des prisons de Caen chaque 6 juin.
Les présidents de la République Vincent Auriol en 1947 puis René Coty en 1954 rendent hommage aux fusillés de Caen.
- Commémorations du 6 juin : 
  - 2004, la députée et maire de Caen, Brigitte Le Brethon, préside une cérémonie en mémoire des fusillés de Caen[27].
  - 2014, le président François Hollande est présent pour une cérémonie sur l'esplanade du Mémorial de Caen. À cette occasion, il rend notamment hommage aux fusillés de la maison d'arrêt de Caen[28],[29].
  - 2019, à l'occasion du 75e anniversaire du débarquement de Normandie, le président Emmanuel Macron participe sur place à l'hommage des résistants fusillés dans la prison de Caen le 6 juin 1944[30],[3].
  - 2024, à l'occasion du 80e anniversaire du débarquement de Normandie, Emmanuel Macron vient se recueillir le 5 juin devant la plaque de l’ancienne prison. L'historien Gérard Fournier, président de Mémoires de la Résistance et de la déportation normandes, prononce un discours. Puis une gerbe de fleurs est déposée par Emmanuel Macron et un résistant et déporté caennais, Bernard Duval, qui a échappé de peu à l'exécution. Les noms des 73 victimes sont lus, la mention honorifique posthume « Mort pour la France » est accolée à chaque nom. Le Chœur de l'Armée française chante La Marseillaise[31],[32].

Le documentaire Massacrés le 6 juin, les fusillés de la prison de Caen est réalisé par Dominique Adt et diffusé en 2024.

## La recherche des corps
Depuis 1944, les corps des victimes n'ont jamais été retrouvés, malgré des recherches effectuées autour de Caen. Lors d'un procès tenu à Hambourg, des responsables de la Gestapo de Rouen affirment que les corps ont été transférés vers Rouen puis incinérés sur les bords de Seine,. Mais d'après un rapport commandé en 1986 à l'historien Jacques Delarue, et en se basant sur différents témoignages, les corps auraient été réinhumés autour de Caen. La localisation de ces restes n'a jamais été formellement déterminée et plusieurs hypothèses ont été émises au fil des années :
- En 1982, à Beuvron-en-Auge[36]
- En 1985, dans une carrière de sable près d'Elbeuf[37]
- En 1987, dans une fosse commune à Bretteville-l'Orgueilleuse[38]
- En 2017, dans un bien dépendant du château de Louvigny[39]

Dans un courrier de juillet 2024 adressé au député Fabrice Le Vigoureux, le président Emmanuel Macron indique que le ministère des Armées financera une bourse universitaire de recherche pour retrouver les corps.

#### Notice
1. ↑  Jean Quellien, « ANNE Albert, Armand, Jules », sur maitron.fr (consulté le 6 juin 2024).
2. ↑  Jean-Pierre Besse, « ARROT Maurice, Mathurin, André », sur maitron.fr (consulté le 6 juin 2024).
3. ↑  Jean-Louis Ponnavoy,, « AUBIN André, Charles, Jean », sur maitron.fr (consulté le 6 juin 2024).
4. ↑  Jean Quellien, « AUVRAY Roger, Albert », sur maitron.fr (consulté le 6 juin 2024).
5. ↑  Jean Quellien, « BAOT Albert, Louis, Marie », sur maitron.fr (consulté le 6 juin 2024).
6. ↑  Jean Quellien, « Billy, Paul », sur maitron.fr (consulté le 4 juin 2024).
7. ↑  Jean Quellien, « BIZÉ René, Gaston, Henry, Maurice », sur maitron.fr (consulté le 6 juin 2024).
8. ↑  Jean Quellien, « BOULARD Robert, Eugène », sur maitron.fr (consulté le 6 juin 2024).
9. ↑  « L'abbé Bousso, curé d'Ouilly, fusillé le 6 juin 1944 », Ouest-France, édition de Caen,‎ 6 juin 2022.
10. ↑  Jean Quellien, « BOUTROIS Achille, Maurice », sur maitron.fr (consulté le 6 juin 2024).
11. ↑  Jean Quellien, « BOUTROIS Michel, Désiré », sur maitron.fr (consulté le 6 juin 2024).
12. ↑  Jean-Louis Ponnavoy, « CABY Jean, François, Noël », sur maitron.fr (consulté le 6 juin 2024).
13. ↑  Jean-Louis Ponnavoy, « CAULET François, Marie », sur maitron.fr (consulté le 6 juin 2024).
14. ↑  Jean-Louis Ponnavoy, « Chaléat Paul, André, Régis, Louis », sur maitron.fr (consulté le 4 juin 2024).
15. ↑  Jean-Louis Ponnavoy, « COSNARD Émilien, Louis, Charles, Eugène », sur maitron.fr (consulté le 6 juin 2024).
16. ↑  Jean-Louis Ponnavoy, « DUMONT Serge, Georges, Pierre », sur maitron.fr (consulté le 6 juin 2024).
17. ↑  Jean-Louis Ponnavoy, « DUTACQ Maurice, Jules, Marcel », sur maitron.fr (consulté le 6 juin 2024).
18. ↑  Jean-Louis Ponnavoy, « DUVAL Auguste, Émile, Albert », sur maitron.fr (consulté le 6 juin 2024).
19. ↑  Jean-Louis Ponnavoy, « GIRAULT Jean, Daniel », sur maitron.fr (consulté le 6 juin 2024).
20. ↑  Jean-Louis Ponnavoy, « HARDY Maurice, Victor, Albert », sur maitron.fr (consulté le 6 juin 2024).
21. ↑  Jean-Louis Ponnavoy, Jean Quellien, « HÉBERT Jean, Aimable, Louis », sur maitron.fr (consulté le 6 juin 2024).
22. ↑  Jean-Louis Ponnavoy, « JAMES Gabriel, Alphonse, Augustin [connu aussi sous son nom d’emprunt de Georges JOUVAIN] », sur maitron.fr (consulté le 6 juin 2024).
23. ↑  Jean-Louis Ponnavoy, « LAIR Alexis », sur maitron.fr (consulté le 6 juin 2024).
24. ↑  Jean Quellien, « Morel Henri », sur maitron.fr (consulté le 4 juin 2024).
25. ↑  Jean-Louis Ponnavoy, « Lair Alexis », sur maitron.fr (consulté le 5 juin 2024).
26. ↑  Jean-Louis Ponnavoy, « LAMOUREUX Camille, Marcel, Louis », sur maitron.fr (consulté le 6 juin 2024).
27. ↑  Jean-Louis Ponnavoy, « LANGEARD Joseph, Octave », sur maitron.fr (consulté le 6 juin 2024).
28. ↑  Jean Quellien, « LEBARON Jean », sur maitron.fr (consulté le 6 juin 2024).
29. ↑  Jean Quellien, « LEBŒUF Jules », sur maitron.fr (consulté le 6 juin 2024).
30. ↑  Jean-Louis Ponnavoy, « Lechevalier Louis, Joseph, Constant », sur maitron.fr (consulté le 5 juin 2024).
31. ↑  Jean-Louis Ponnavoy, « LECONTE Louis, Edmond, Eugène », sur maitron.fr (consulté le 6 juin 2024).
32. ↑  Jean-Louis Ponnavoy, « LE FOLL Olivier, Marie », sur maitron.fr (consulté le 6 juin 2024).
33. ↑  Jean-Louis Ponnavoy, « LE GOFF Yves », sur maitron.fr (consulté le 6 juin 2024).
34. ↑  Jean-Louis Ponnavoy, « LELIÈVRE Alexis, Louis, Frédéric », sur maitron.fr (consulté le 6 juin 2024).
35. ↑  Jean-Louis Ponnavoy, « LELIÈVRE Anatole, Jacques », sur maitron.fr (consulté le 6 juin 2024).
36. ↑  Jean-Louis Ponnavoy, « LEPETIT Zéphir, Camille », sur maitron.fr (consulté le 6 juin 2024).
37. ↑  Jean-Louis Ponnavoy, « Loslier René », sur maitron.fr (consulté le 5 juin 2024).
38. ↑  Jean-Louis Ponnavoy, « MADORET Georges, Fernand, André », sur maitron.fr (consulté le 6 juin 2024).
39. ↑  Jean-Louis Ponnavoy, « MARGERIE Ernest », sur maitron.fr (consulté le 6 juin 2024).
40. ↑  Jean-Louis Ponnavoy, « MARIE Colbert », sur maitron.fr (consulté le 6 juin 2024).
41. ↑  Jean-Louis Ponnavoy, « MARIÉ Marcel, Édouard, Charles », sur maitron.fr (consulté le 6 juin 2024).
42. ↑  Jean-Louis Ponnavoy, « MARTIN Georges, Victor », sur maitron.fr (consulté le 6 juin 2024).
43. ↑  Jean-Louis Ponnavoy, « MÉNOCHET Pierre, Bernard, Vincent », sur maitron.fr (consulté le 6 juin 2024).
44. ↑  Jean-Louis Ponnavoy, « MONSION Jean », sur maitron.fr (consulté le 6 juin 2024).
45. ↑  Jean-Louis Ponnavoy, « Lair Henri », sur maitron.fr (consulté le 4 juin 2024).
46. ↑  Jean-Louis Ponnavoy, « NOËL Georges », sur maitron.fr (consulté le 6 juin 2024)
47. ↑  Jean-Louis Ponnavoy, « PAULY Raymond, Étienne », sur maitron.fr (consulté le 6 juin 2024).
48. ↑  Jean Quellien, « PICQUENOT Bernard, Charles, Joseph », sur maitron.fr (consulté le 6 juin 2024).
49. ↑  Jean Quellien, « PICQUENOT Joseph, Jules, Charles », sur maitron.fr (consulté le 6 juin 2024).
50. ↑  Jean-Louis Ponnavoy, « POSTEL Roland, Félix, Jacques », sur maitron.fr (consulté le 6 juin 2024).
51. ↑  Jean-Louis Ponnavoy, « PRIMAULT Maurice, Albert », sur maitron.fr (consulté le 6 juin 2024).
52. ↑  Jean-Louis Ponnavoy, « RENOUF Désiré, Auguste, Bienaimé », sur maitron.fr (consulté le 6 juin 2024).
53. ↑  Jean-Louis Ponnavoy, « RENOUF Louis, Jules, Eugène », sur maitron.fr (consulté le 6 juin 2024).
54. ↑  Julien Lucchini, « ROBERT André », sur maitron.fr (consulté le 6 juin 2024).
55. ↑  Jean Quellien, « ROUSSEL Roger », sur maitron.fr (consulté le 6 juin 2024).
56. ↑  Jean-Louis Ponnavoy, « SAINT-POL Guy, Alfred, Marie (Comte de) », sur maitron.fr (consulté le 6 juin 2024).
57. ↑  Jean Quellien, « SEVESTRE Charles », sur maitron.fr (consulté le 6 juin 2024).
58. ↑  Julien Lucchini, Jean-Louis Ponnavoy, « THOMINE Georges, Jean, Baptiste [alias "Cachalot"] », sur maitron.fr (consulté le 6 juin 2024).
59. ↑  Jean-Louis Ponnavoy, « TOUCHET Antoine, Charles, Marie, Jules marquis de », sur maitron.f (consulté le 5 juin 2024).
60. ↑  Jean-Louis Ponnavoy, « TRÉVIN Pierre », sur maitron.fr (consulté le 6 juin 2024).
61. ↑  Jean Quellien, « Vayssier Raymonde », sur maitron.fr (consulté le 5 juin 2024).
62. ↑  Jean-Louis Ponnavoy, « VEILLAT Roger », sur maitron.fr (consulté le 6 juin 2024).
63. ↑  Jean-Louis Ponnavoy, « VIGOUROUX Paul, Lucien, Ulysse », sur maitron.fr (consulté le 6 juin 2024).
64. ↑  Jean-Louis Ponnavoy, « VIGOUROUX Robert, André, Paul », sur maitron.fr (consulté le 6 juin 2024).
65. ↑  Jean-Louis Ponnavoy, « VINCENT Marcel, Albert », sur maitron.fr (consulté le 6 juin 2024).
66. ↑  Jean-Louis Ponnavoy, « VIVIER Paul, Georges, Henri », sur maitron.fr (consulté le 6 juin 2024).

## À voir